# Aleksander Rummel
Aleksander Rummel, född 1908, död 1993, var en polsk ingenjör och konstruktör. Han var en av grundarna av den första polska lastbilen (till exempel Star 20).